# Kevin Braswell
Kevin Levelle Braswell (Baltimora, 23 gennaio 1979 – Utsunomiya, 24 febbraio 2025) è stato un cestista e allenatore di pallacanestro statunitense.